# 勐板乡
勐板乡，是中华人民共和国云南省临沧市永德县下辖的一个乡镇级行政单位。

## 行政区划
勐板乡下辖以下地区：
勐板村、两沟水村、白岩村、梨树村、怕掌村、户丫村、后山村、水城村、忙肺村和新边田村。